# 杏夏
杏夏（こなつ、1996年8月7日 - ）は、日本の元女子プロレスラー。本名非公開。

## 経歴
- 2017年、REINA女子プロレスに入門。
- 同年10月25日、CMLL-REINA後楽園ホール大会でのvs真琴、藤ヶ崎矢子、美月戦でデビュー（パートナーは里歩、加藤悠）[2]。
- 2018年3月10日、東京・新木場1stRING大会をもって、所属していたREINA女子プロレスが活動停止。同団体を退団し、以降しばらくリングから離れる。
- 2019年2月、名古屋ドリームガールズへの入団が発表され、同年2月17日の日本ガイシスポーツプラザ第三競技場大会で復帰戦（vsフェアリー日本橋）を行う。
- 2019年7月2日、名古屋ドリームガールズプロレスリング解散により、沙恵と共に柳ケ瀬プロレス Ladiusに移籍。
- 同年11月、柳ケ瀬プロレス「フライデーナイトマッチ」におけるM'sマン戦にて、変則ルールながらデビュー2年にして初勝利を挙げた。
- 2021年7月17日、信州ガールズプロレスにてSGPタッグ王座に沙恵と出場し真琴・ホクト鬼嫁あきこ組を破り代2代王者となる。
- 2021年11月20日、引退によりSGPタッグ王座を返上する。
- 2021年11月23日、沙恵戦をもって、プロレスを引退。

## 得意技
- ミサイルキック
- ダイビング・ボディアタック
- 腕ひしぎ十字固め
- 杏夏落とし

## 入場曲
- 第六感（REOL）2021年1月～
- REWIND（Happiness）2019年2月～2020年12月
- I'm Screaming LOVE（beatmania IIDXサウンドトラック）デビュー～REINA所属時代